# Societat de negocis
Una societat de negocis (anglès: partnership) és un acord on les parts, conegudes com a socis comercials, acorden cooperar per promoure els seus interessos mutus. Els socis d'una associació poden ser individus, empreses, organitzacions basades en determinats interessos, escoles, governs o combinacions. Les organitzacions poden associar-se per augmentar la probabilitat que cadascun assoleixi la seva missió i per ampliar el seu abast. Les societats de negocis poden donar lloc a l'emissió i a la tinença de capital o regir-se només per un contracte.

## Història
Les societats de negocis tenen una llarga història; ja estaven en ús a l'època medieval a Europa i a l'Orient Mitjà. Segons un article de 2006, la primera societat de negocis va ser implementada l'any 1383 per Francesco di Marco Datini, un comerciant de Prato i Florència. La companyia Covoni (1336-40) i la companyia Del Buono-Bencivenni (1336-40) també s'han denominat societats de negocis primerenques, però no ho eren formalment.
A Europa, les societats de negocis van contribuir a la revolució comercial que va començar al segle xiii. Al segle xv les ciutats de la Lliga Hanseàtica s'enfortirien mútuament; un vaixell d'Hamburg a Gdansk no només portaria la seva pròpia càrrega sinó que també s'encarregaria de transportar mercaderies per a altres membres de la lliga. Aquesta pràctica no només va estalviar temps i diners, sinó que també va constituir un primer pas cap a la societat de negocis. Aquesta capacitat d'unir forces en serveis recíprocs es va convertir en una característica distintiva i un factor d'èxit durador de l'esperit d'equip hanseàtic.
Un examen atent del comerç medieval a Europa mostra que nombrosos comerços importants basats en el crèdit no tenien interès. Per tant, el pragmatisme i el sentit comú demanaven una compensació justa pel risc de deixar diners i una compensació pel cost d'oportunitat de no utilitzar uns diners per a altres finalitats fructíferes. Per eludir les lleis d'usura dictades per l'Església, es van crear altres formes de recompensa, en particular a través de la forma generalitzada de col·laboració anomenada commenda, molt popular entre els banquers mercants italians. Els bancs mercantils florentins estaven gairebé segurs de tenir un rendiment positiu dels seus préstecs, però això seria abans de tenir en compte els riscos de solvència.
A l'Orient Mitjà, les institucions Qirad i Mudarabas es van desenvolupar comerciant amb el Llevant, és a dir, quan l'Imperi Otomà i el Pròxim Orient musulmà, es va desenvolupar i quan es van establir les primeres empreses comercials, contractes, lletres de canvi i comerç internacional a llarga distància. Després de la caiguda de l'Imperi Romà, el comerç del Llevant va reviure als segles X al XI a la Itàlia romana d'Orient. La Mediterrània oriental i occidental formaven part d'una sola civilització comercial a l'edat mitjana, i les dues regions eren interdependents econòmicament a través del comerç (en diferents graus).
Els mongols van adoptar i van desenvolupar els conceptes de responsabilitat en relació amb les inversions i els préstecs en societats mongol-ortoq, promovent el comerç i la inversió per facilitar la integració comercial de l'Imperi mongol. Les característiques contractuals d'una associació mongol-ortoq s'assemblaven molt a les dels acords de qirad i comenda, tanmateix, els inversors mongols utilitzaven monedes metàl·liques, paper moneda, lingots d'or i plata i béns traçables per a inversions d'associació i finançaven principalment activitats comercials i de préstec de diners. A més, les elits mongoles van formar associacions comercials amb comerciants de l'Àsia central i occidental i d'Europa, inclosa la família de Marco Polo.